# Альфред Флатов
Альфред Флатов (нім. Alfred Flatow; 3 жовтня 1869, Гданськ — 28 грудня 1942, Терезін) — німецький гімнаст, триразовий чемпіон літніх Олімпійських ігор 1896.

## До Олімпійських ігор
Альфред Флатов народився 3 жовтня 1869 року в Данцигу, але незабаром він з сім'єю переїхав до Берліна. Бувши юнаком, вступив до спортивного клубу «Deutsche Turnerschaft». Від 1888 року Флатов брав участь у різних місцевих змаганнях, багато з яких він вигравав. 1890, в 21 рік, став учителем гімнастики. 1896 року отримав запрошення взяти участь у I Олімпійських іграх, і разом з іншими 10 членами збірної, включаючи його двоюрідного брата Густава Флатова поїхав до Афін.

## Досягнення на іграх
Беручи участь в іграх, він став триразовим олімпійським чемпіоном. Разом зі своєю командою, перемагав у вправах на брусах і поперечині. Крім того, став індивідуальним чемпіоном у змаганнях на брусах. Беручи участь у вправах на поперечині, він посів друге місце й виграв срібну медаль. Також Флатов брав участь у змаганнях на кільцях, коні та в опорному стрибку, але не посів призового місця.
Завдяки своїм чотирьом медалям, три з яких золоті, він посів третє місце серед найрезультативніших спортсменів, поступившись лише своїм співвітчизникам Герману Вайнгертнеру та Карлу Шуману.

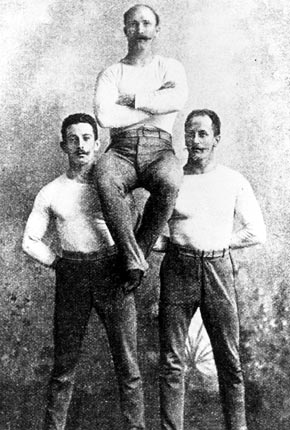
Альфред Флатов (ліворуч), Карл Шуман (у центрі) та Герман Вайнгертнер (праворуч)

## Після ігор
Після ігор він вирішив завершити свою професійну кар'єру, проте як і раніше мав великий вплив у гімнастиці. 1903 року заснував «Judische Turnerschaft», — гімнастичний клуб для євреїв, це була перша єврейська спортивна організація (Альфред Флатов за національністю був євреєм). Також, він випускав брошури про методику гімнастики. Крім того, володів велосипедним бізнесом, який заснував повернувшись з ігор до Берліна.
Після приходу нацистів до влади 1933 року, потрапив в опалу і йому заборонили займатися гімнастикою. Попри це, його запросили на літні Олімпійські ігри 1936 до Берліна, але він відмовився від цього. 3 жовтня 1942, в його день народження, його відправили в концентраційний табір у чеському місті Терезіні, де він помер від голоду 28 грудня того ж року. У тому ж таборі, через три роки, помер його двоюрідний брат Густав.

## Визнання після смерті

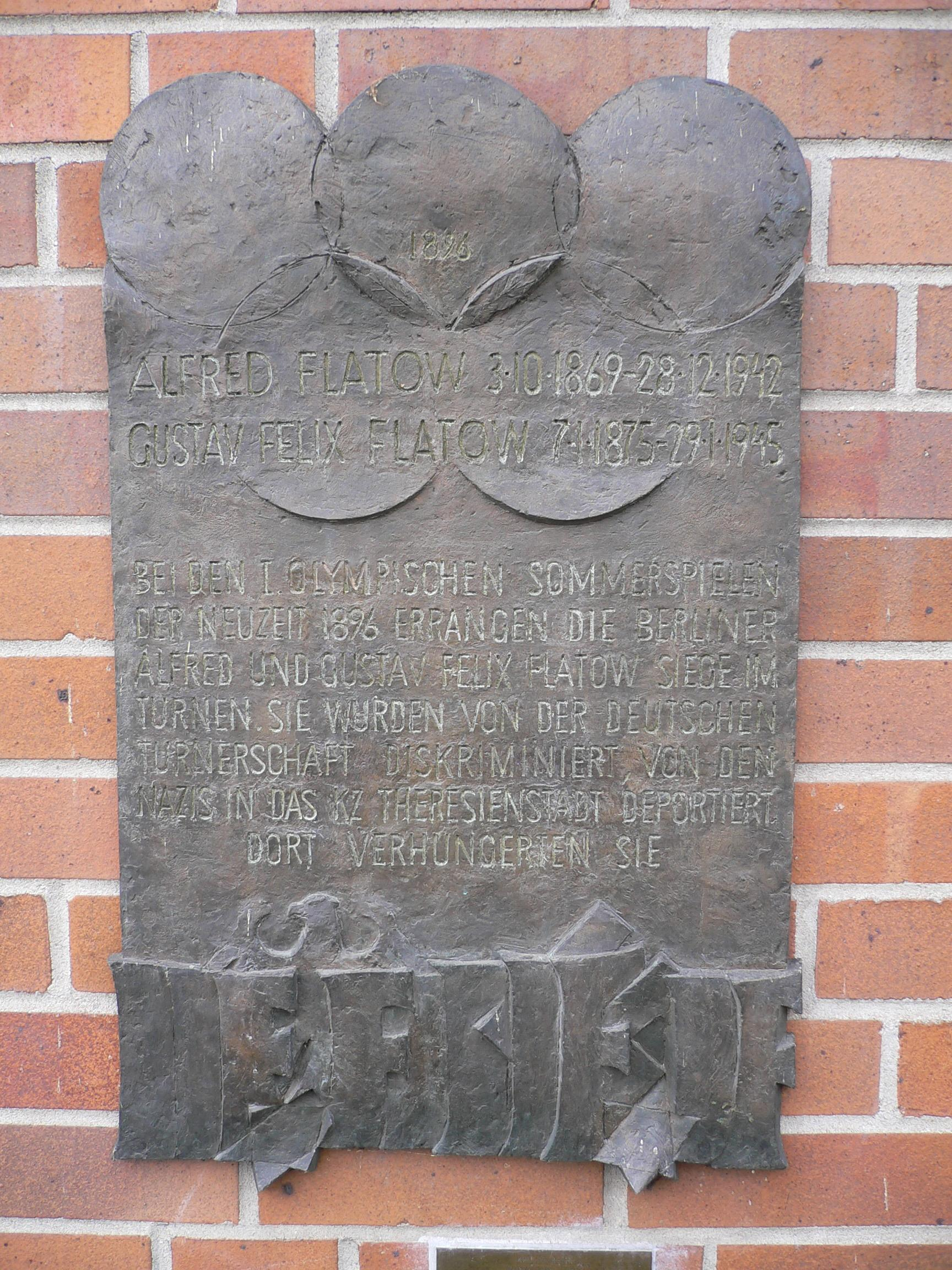
Пам'ятна табличка Альфреда та Густава Флатових

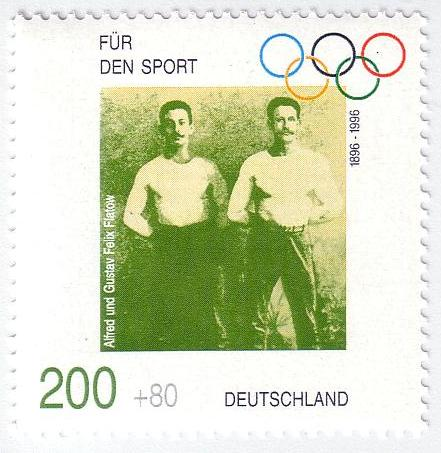
Альфред та Густав Флатови на німецькій поштовій марці

1997 року, в Берліні, на честь Альфреда та Густава Флатових, перейменували вулицю Райхспортсфельд в бульвар Флатова, вона розташована неподалік від Берлінського Олімпійського стадіону. Також, на їх честь назвали один зі спортивних залів німецької столиці, на ньому встановлена пам'ятна табличка братів. Крім того, 1976 року пошта Північної Кореї випустила марки із зображенням гімнастів, а до сторіччя Олімпіади, 1996 року, німецька поштова фірма Deutsche Post також випустила марки Флатових.